# Qingchengzi (köpinghuvudort i Kina, Liaoning Sheng, lat 40,73, long 123,61)
Qingchengzi är en köpinghuvudort i Kina. Den ligger i provinsen Liaoning, i den nordöstra delen av landet, omkring 120 kilometer söder om provinshuvudstaden Shenyang. Antalet invånare är 26 439. Befolkningen består av 13 057 kvinnor och 13 382 män. Barn under 15 år utgör 13,0 %, vuxna 15-64 år 73 %, och äldre över 65 år 13,0 %.
Runt Qingchengzi är det ganska tätbefolkat, med 108 invånare per kvadratkilometer. Qingchengzi är det största samhället i trakten. I omgivningarna runt Qingchengzi växer i huvudsak blandskog.
Genomsnittlig årsnederbörd är 1 241 millimeter. Den regnigaste månaden är juli, med i genomsnitt 373 mm nederbörd, och den torraste är januari, med 9 mm nederbörd.